# Serapione (stratego)
Serapione (in greco antico: Σεραπίων?, Serapíon; ... – 41 a.C.) è stato un funzionario egizio del periodo tolemaico.

## Biografia
È probabile che Serapione fosse lo stesso Serapione che servì come ambasciatore di Gaio Giulio Cesare durante la guerra civile alessandrina (48-47 a.C.), ma non è certo. Serapione è attestato come governatore militare (στρατηγός, strategós) di Cipro nel 43 a.C. sotto il regno di Cleopatra, quando, senza autorizzazione della regina mandò aiuti militari al cesaricida Gaio Cassio Longino, che era fuggito in Asia; forse questa mossa era stata istigata da Arsinoe IV, sorella di Cleopatra esiliata a Efeso. Nel 41 a.C. Cleopatra, assicuratosi l'appoggio del generale romano Marco Antonio, fece uccidere la sorella e arrestare il gran sacerdote del tempio di Artemide a Efeso e Serapione, che si era rifugiato a Tiro e che fu probabilmente giustiziato.